# História da Letónia
O território hoje conhecido como Letônia tem sido habitado desde 9 000 a.C. Na primeira metade de 2 000 a.C., os proto-Bálticos ou as primitivas tribos bálticas, como os latgais, kurshi, zengais, selses e outros chegaram ao território. Elas foram os ancestrais do povo letão. Ao mesmo tempo que esses povos chegaram à costa leste do mar Báltico, tribos fínicas primitivas já habitavam esse território. Eles são considerados os ancestrais dos contemporâneos estonianos, finlandeses e lívios.
Durante a idade antiga, a Letônia foi uma área de passagem comercial entre os viquingues e os gregos. E os povos que moravam nessa região participavam ativamente do comércio na região. A Letônia era conhecida por ser uma região onde havia muito âmbar, que no início e durante a Idade Média, em alguns lugares, valia mais do que o ouro.

## Idade Média

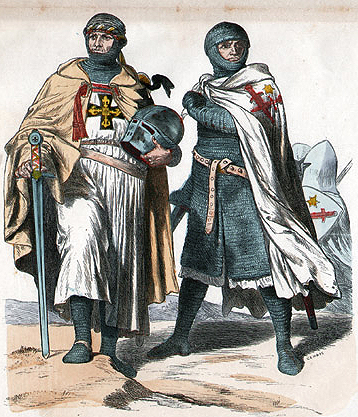
Cavaleiros da Livônia

Nos anos 900, as antigas tribos bálticas começaram a se estabelecer no território e definir leis. Nessa época, quatro tribos se sobrepuseram sobre as outras: Curônios, Latigálios, Selônios e os Semigálios. A maior delas era a dos Latigálios, que tinham um grande avanço socioeconômico e tecnológico.
Durante os anos 1100-1200, os curônios era um povo agressivo, comprometidos em apenas invadir, dominar e destruir. Localizados na costa oeste do Báltico, eram conhecidos como os viquingues bálticos. Seus contemporâneos, os latigálios, semigálios e os selônios eram conhecidos como povos pacíficos e prósperos agricultores. A maioria dos habitantes dessas tribos trabalhavam para a própria subsistência através da caça, pesca ou cultivo de mel.
Os curônios, latigálios, semigálios e os selônios falavam línguas bálticas. Os lívios que viviam nessa região falavam uma língua fino-úgrica, fato único dentre os povos dessa região do mar Báltico.
Fontes escritas no século XIII, lista o nome de alguns grandes líderes das tribos bálticas e fino-úgricas: Lamenings, para os Curônios, Tālivaldis para os Latigálios, Namejs e Viestarts para os semigálios e Ako e Kaupo para os Lívios. O mais conhecido e poderoso deles é Namejs, que acredita-se ter tido um grande poderio militar na batalha de 1286 contra a ordem alemã dos Irmãos Livônios da Espada.

## Ordem da Livônia
Na Era Cristã, o território hoje conhecido como Letônia tornou-se principalmente um entroncamento comercial. A famosa "rota dos Viquingues à Grécia" mencionada em antigas crônicas partia da Escandinávia atravessando o território letão ao longo do rio Daugava até a antiga Rússia e o Império Bizantino.
Conhecida também como Livônia, a partir do século XIII a atual Letônia esteve sob domínio dos Cavaleiros Teutônicos. No século XVI tornou-se parte do reino da Polónia e Lituânia. Nesta época, o luteranismo espalhou-se pelo país. Em 1621, depois de várias guerras, a região foi conquistada pela Suécia, e foi anexada à Russia em 1710. A política de russificação empreendida durante o século XIX pelo czar Alexandre III fracassou ante o campesinato letão e serviu para consolidar sua identidade nacional e linguística. Com a devastação da Rússia pela Primeira Guerra Mundial, a Letônia declarou sua independência em 18 de Novembro de 1918.
Em 1934 o país tornou-se um estado autoritário, após um golpe de estado. O parlamento (Saiema) foi suspenso. A 17 de Junho de 1940 a União Soviética anexou o país de acordo com o pacto germano-soviético (também conhecido como Pacto Ribbentrop-Molotov) de 1939.
Exceto por um curto período de ocupação alemã durante a Segunda Guerra Mundial, a Letônia permaneceu um território soviético até que as reformas da glasnost estimularam o movimento de independência letão. O país tornou-se novamente independente a 21 de Agosto de 1991. Desde então tem reforçado seus laços com o Ocidente e, em 1 de Maio de 2004 tornou-se membro da União Europeia também da OTAN e aderiu ao Euro em 2014.